# North Rona
Rona (schottisch-gälisch: Rònaigh;, früher auch Ronay, auch North Rona) ist eine Insel der Äußeren Hebriden in Schottland. Den Zusatz North trägt sie zur Unterscheidung von South Rona, das zu den Inneren Hebriden gehört. Rona ist von allen britischen Inseln die abgelegenste Insel, die permanent bewohnt war.

## Geographie
Rona liegt rund 70 Kilometer nordnordöstlich der Nordspitze der Hauptinsel Lewis. Die einzige in der Nähe liegende Insel ist Sula Sgeir, 16 Kilometer westlich von Rona. Von den Färöern aus ist Rona das nächstgelegene Gebiet.
Die Insel ist 1,1 km² groß. Die höchste Erhebung ist der Tobha Rònaigh mit 108 Metern.

## Geschichte
St. Ronan soll im 8. Jahrhundert auf Rona gelebt haben. Die St.-Ronans-Kapelle auf der Insel steht noch als Ruine. Die Insel war dauerhaft von rund 30 Menschen bewohnt, bis 1685 durch eine Schiffshavarie Ratten auf die Insel kamen, die die Nahrungsmittelvorräte der Bewohner vernichteten. In der Folge verhungerte die Inselbevölkerung. In den darauf folgenden Jahren wurde Rona wieder besiedelt, 1695 nach einem Schiffsunglück erneut aufgegeben.  Bis 1844 lebten einzelne Schäfer mit ihren Familien auf der Insel. Durch den Verkauf der Insel mussten sie Rona verlassen. Der neue Besitzer bot der Regierung die Insel als Sträflingskolonie an, was aber abgelehnt wurde. Seitdem wird sie von Schafzüchtern von Lewis als Weideland genutzt. 
Rona war, zusammen mit Sula Sgeir, als National Nature Reserve eingestuft und wird von der schottischen Naturschutzbehörde NatureScot (bis 2020 Scottish Natural Heritage) verwaltet. Am 18. Mai 2018 wurde der Schutzstatus wieder aufgehoben. Beide Inseln sind aber weiterhin als Site of Special Scientific Interest (SSSI) eingestuft. Rona weist bedeutende Kegelrobben- und Seevogelkolonien auf.

## Gebäude
Neben der St.-Ronans-Kapelle und zahlreichen weiteren Ruinen gibt es auf Rona einen ferngesteuerten Leuchtturm. Er steht auf dem Tobha Rònaigh. 

## Verkehr
Es gibt keinen regelmäßigen Schiffsverkehr nach Rona. Besucher müssen ein Schiff auf Lewis chartern.